# Tropikmedicin
Tropikmedicin avser den gren av den medicinska vetenskapen som ägnar sig åt sjukdomar och ohälsa som förekommer i tropiska och subtropiska klimat. En av de mest utbredda tropiska sjukdomarna är malaria.